# 巴賈昆達
巴賈昆達（英語：Baja Kunda）是西非國家甘比亞東部的城鎮，位於上河區武里縣。 根據2008年所做的人口調查顯示，居住於巴賈昆達的總人口數量為5,924人。巴賈昆達擁有小學、中學和高中以及武里縣的主要衛生設施。